# Fossile stratigraphique
 (décembre 2024).
Si vous disposez d'ouvrages ou d'articles de référence ou si vous connaissez des sites web de qualité traitant du thème abordé ici, merci de compléter l'article en donnant les références utiles à sa vérifiabilité et en les liant à la section « Notes et références ».
Un fossile stratigraphique est un fossile caractéristique d'une époque géologique délimitée dans le temps. En stratigraphie de terrain, il permet la datation relative de la ou les couches dans lesquelles il se trouve, grâce à une existence courte à l'échelle géologique mais une aire d'expansion étendue.

## Définition
Pour être qualifiée de fossile stratigraphique, une espèce doit :
- avoir eu une grande extension géographique (ce qui permet d'établir des corrélations à plusieurs endroits éloignés du globe) ;
- avoir existé pendant une courte durée à l'échelle des temps géologiques (de façon à avoir une bonne « résolution » stratigraphique en délimitant des périodes de temps courtes, donc des couches de terrain de faible épaisseur) ;
- avoir été abondante (une condition nécessaire pour qu'on en retrouve suffisamment à l'état fossile).

Autrement dit, une espèce animale (en général) ou végétale (rarement) est un bon fossile stratigraphique si elle est ubiquiste (présente dans de nombreux environnements), à évolution rapide, et d'assez petite taille pour bien se conserver et être ainsi identifiable. Les fossiles ne présentant pas ces caractères sont dits « panchroniques » et n'interviennent généralement pas en biostratigraphie.

## Illustration
En général, les groupes donnant de bons fossiles stratigraphiques sont ceux ayant connu une forte radiation (création d'un grand nombre d'espèces en peu de temps, typiquement, pendant une période) s'étant maintenue sur une courte période de temps.
Ainsi, les dinosaures sont de très mauvais fossiles stratigraphiques : ils sont rares, souvent réduits à quelques fragments difficilement différentiables de ceux des autres vertébrés, et ils sont généralement présents dans des zones bioclimatiques réduites en milieux continentaux. À l'inverse, les foraminifères comptent parmi les meilleurs fossiles stratigraphiques : ils vivent dans de larges zones bioclimatiques, ils sont connus dans tous les environnements marins où ils sont souvent abondants et leur petite taille (moins du millimètre en général) fait qu'ils sont très bien conservés dans les sédiments. Leur évolution et leur diversité à certaines périodes de l'histoire de la Terre permettent des datations précises.

## Liste
Quelques fossiles stratigraphiques :
| Fossile                | Nom scientifique              | Période ou époque géologique         | Âge                         |
| ---------------------- | ----------------------------- | ------------------------------------ | --------------------------- |
| Argopecten gibbus (en) | Argopecten gibbus             | Quaternaire                          | 1,8 million d'années        |
|                        | Neptunea tabulata             | Quaternaire                          | 1,8 million d'années        |
|                        | Viviparus glacialis           | Tiglien (nl) (Pléistocène inférieur) | 0,5 million d'années        |
|                        | Calyptraphorus velatus        | Tertiaire                            |                             |
|                        | Venericardia planicosta       | Éocène                               |                             |
| Scaphites (en)         | Scaphites hippocrepis (en)    | Crétacé                              |                             |
| Inoceramus             | Inoceramus labiatus           | Crétacé                              |                             |
| Perisphinctes          | Perisphinctes tiziani         | Jurassique                           | 201,3-145 millions d'années |
|                        | Nerinea (en) trinodosa        | Jurassique                           |                             |
|                        | Tropites subbullatus          | Trias                                |                             |
|                        | Monotis subcircularis         | Trias                                |                             |
| Leptodus               | Leptodus americanus           | Permien                              |                             |
| Parafusulina (en)      | Parafusulina bosei            | Permien                              |                             |
|                        | Dictyoclostus americanus      | Pennsylvanien                        |                             |
|                        | Lophophyllidium proliferum    | Pennsylvanien                        |                             |
|                        | Cactocrinus multibrachiatus   | Mississippien                        |                             |
|                        | Prolecanites gurleyi          | Mississippien                        |                             |
| Mucrospirifer          | Mucrospirifer mucronatus      | Dévonien                             | 416-359 millions d'années   |
|                        | Palmatolepis unicornis        | Dévonien                             |                             |
|                        | Tetragraptus (en) fructicosus | Ordovicien                           |                             |
|                        | Paradoxides                   | Cambrien                             | 509-500 millions d'années   |
|                        | Billingselia corrugata        | Cambrien                             |                             |
|                        | Archaeocyathes                | Cambrien                             | 529-509 millions d'années   |

## Conodontes
Les conodontes sont de bons fossiles stratigraphiques pour caractériser des terrains datant entre le Cambrien et la fin du Trias.